# Ngb (trigramme)
Cette page contient des caractères spéciaux ou non latins. S’ils s’affichent mal (▯, ?, etc.), consultez la page d’aide Unicode.
Ngb (minuscule ngb) est un trigramme de l'alphabet latin composé d'un N, d'un G et d'un B.

## Linguistique
Le trigramme Ngb est utilisé par diverses langues africaines pour noter le son représenté par /ⁿɡ͡b/ dans l'alphabet phonétique international, c’est-à-dire une prénasalisation du son /ɡ͡b/.

## Représentation informatique
À la différence certains digrammes, il n'existe aucun encodage du Ngb sous la forme d'un seul signe. Il est toujours réalisé en accolant les lettres N, G et B.